# La Riba (ort)
La Riba är en ort i Spanien.   Den ligger i provinsen Província de Tarragona och regionen Katalonien, i den östra delen av landet, 400 km öster om huvudstaden Madrid. La Riba ligger 255 meter över havet och antalet invånare är 673.
Terrängen runt La Riba är kuperad västerut, men österut är den platt. Runt La Riba är det ganska tätbefolkat, med 62 invånare per kvadratkilometer. Närmaste större samhälle är Reus, 19,0 km söder om La Riba. Trakten runt La Riba består till största delen av jordbruksmark.